# ISO 3166-2:ID

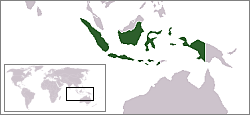

ISO 3166-2:ID é a entrada para Indonésia no ISO 3166-2, parte do ISO 3166 padrão publicado pela Organização Internacional para Padronização (ISO), que define códigos para os nomes das principais subdivisões (ex:., províncias ou estados) de todos países codificados no ISO 3166-1.
Atualmente para Indonésia, códigos ISO 3166-2 são definidos para dois níveis de subdivisões:
- 7 unidades geográficas (quais são as principais ilhas ou grupos de ilhas)
- 31 províncias, 1 província autônoma, 1 distrito especial, e 1 região especial

Cada código é constituído por duas partes, separadas por um hífen. A primeira parte é ID, o ISO 3166-1 alfa-2 código da Indonésia. A segunda parte é duas letras.

## Códigos atuais
Os nomes de subdivisões são listados como na norma ISO 3166-2 publicado pelo ISO 3166 Agência de Manutenção (ISO 3166/MA).
Clique no botão no cabeçalho para classificar cada coluna.

### Unidades geográficas
| Código | Nome da subdivisão |
| ------ | ------------------ |
| ID-JW  | Jawa               |
| ID-KA  | Kalimantan         |
| ID-ML  | Maluku             |
| ID-NU  | Nusa Tenggara      |
| ID-PP  | Papua              |
| ID-SL  | Sulawesi           |
| ID-SM  | Sumatera           |

### Província autônoma, províncias, distrito especial, e região especial
| Código | Nome da subdivisão (id) | Nome da subdivisão (pt)         | Tipo de subdivisão | Na unidade geográfica |
| ------ | ----------------------- | ------------------------------- | ------------------ | --------------------- |
| ID-AC  | Aceh                    | Achém                           | província autônoma | SM                    |
| ID-BA  | Bali                    | Bali                            | província          | NU                    |
| ID-BB  | Bangka Belitung         | Ilhas Banca–Bilitom             | província          | SM                    |
| ID-BT  | Banten                  | Bantém                          | província          | JW                    |
| ID-BE  | Bengkulu                | Benculu                         | província          | SM                    |
| ID-GO  | Gorontalo               | Gorontalo                       | província          | SL                    |
| ID-JA  | Jambi                   | Jambi                           | província          | SM                    |
| ID-JB  | Jawa Barat              | Java Ocidental                  | província          | JW                    |
| ID-JT  | Jawa Tengah             | Java Central                    | província          | JW                    |
| ID-JI  | Jawa Timur              | Java Oriental                   | província          | JW                    |
| ID-KB  | Kalimantan Barat        | Calimantã Ocidental             | província          | KA                    |
| ID-KS  | Kalimantan Selatan      | Calimantã Meridional            | província          | KA                    |
| ID-KT  | Kalimantan Tengah       | Calimantã Central               | província          | KA                    |
| ID-KI  | Kalimantan Timur        | Calimantã Oriental              | província          | KA                    |
| ID-KU  | Kalimantan Utara        | Calimantã Setentrional          | província          | KA                    |
| ID-KR  | Kepulauan Riau          | Ilhas Riau                      | província          | SM                    |
| ID-LA  | Lampung                 | Lampungue                       | província          | SM                    |
| ID-MA  | Maluku                  | Molucas                         | província          | ML                    |
| ID-MU  | Maluku Utara            | Maluku Norte                    | província          | ML                    |
| ID-NB  | Nusa Tenggara Barat     | Sonda Ocidental                 | província          | NU                    |
| ID-NT  | Nusa Tenggara Timur     | Sonda Oriental                  | província          | NU                    |
| ID-PA  | Papua                   | Papua                           | província          | PP                    |
| ID-PB  | Papua Barat             | Papua Ocidental                 | província          | PP                    |
| ID-RI  | Riau                    | Riau                            | província          | SM                    |
| ID-SR  | Sulawesi Barat          | Celebes Ocidental               | província          | SL                    |
| ID-SN  | Sulawesi Selatan        | Celebes Meridional              | província          | SL                    |
| ID-ST  | Sulawesi Tengah         | Celebes Centrais                | província          | SL                    |
| ID-SG  | Sulawesi Tenggara       | Celebes do Sudeste              | província          | SL                    |
| ID-SA  | Sulawesi Utara          | Celebes Setentrional            | província          | SL                    |
| ID-SB  | Sumatera Barat          | Sumatra Ocidental               | província          | SM                    |
| ID-SS  | Sumatera Selatan        | Sumatra Meridional              | província          | SM                    |
| ID-SU  | Sumatera Utara          | Sumatra Setentrional            | província          | SM                    |
| ID-JK  | Jakarta Raya            | Região Metropolitana de Jacarta | distrito especial  | JW                    |
| ID-YO  | Yogyakarta              | Joguejacarta                    | região especial    | JW                    |

Notas
1. ↑  Apenas para referência, nomes portugueses não incluídos na norma ISO 3166-2.

## Mudanças
As seguintes alterações na entrada foram anunciadas em boletins pela ISO 3166 / MA desde a primeira publicação da ISO 3166-2 em 1998. ISO parou as emissões de boletins em 2013.
| Boletim         | data de emissão                   | Descrição da alteração no boletim | Código/mudança Subdivisão |
| --------------- | --------------------------------- | --- | --- |
| Newsletter I-2  | 21-05-2002                        | A adição de quatro novas províncias e exclusão de uma (ID-TT). A inclusão de uma forma nome alternativo e uma mudança nome da província (ID-PA, anteriormente ID-IJ) | Subdivisões adicionadas: ID-BB Bangka Belitung ID-BT Banten ID-GO Gorontalo ID-MU Maluku Utara subdivisões excluídas: ID-TT Timor Timur (ver ISO 3166-2:TL) Códigos: (para corrigir o uso duplicado) ID-IJ Irian Jaya (província) → ID-PA Papua |
| Newsletter I-4  | 10-12-2002                        | Mudança de nome de uma unidade geográfica | |
| Newsletter I-6  | 08-03-2004                        | Moveu "Aceh" a uma nova categoria de "província autônoma". Adição de uma nova província "Kepulauan Riau"                                                             | Subdivisões adicionadas: ID-KR Kepulauan Riau |
| Newsletter I-7  | 13-09-2005                        | Adição de uma nova província "Sulawesi Barat" | Subdivisões adicionadas: ID-SR Sulawesi Barat |
| Newsletter II-1 | 03-02-2010 (corrected 19-02-2010) | Além do indicativo de país como o primeiro elemento de código, reordenamento alfabética, atualização administrativa                                                  | Subdivisões adicionadas: ID-PB Papua Barat |
| Newsletter II-3 | 13-12-2011 (corrigido 15-12-2011) | Removal of duplicate code | Códigos: Maluku (unidade geográfica) ID-MA → ID-ML |

As seguintes alterações para a entrada estão listadas no catálogo on-line da ISO, a plataforma online de navegação:
| Data efetiva da mudança | Breve descrição da mudança (en)                                                                                     |
| ----------------------- | --- |
| 30-10-2014              | Adicionou província ID-KU; Código de mudança de Papua anteriormente ID-IJ; atualizar a Lista de Fonte               |
| 13-12-2011              | Remoção de código duplicado                                                                                         |
| 19-02-2010              | Além do indicativo de país como o primeiro elemento de código, reordenamento alfabética, atualização administrativa |